# George Rogers
George Washington Rogers (Duluth, 8 dicembre 1958) è un ex giocatore di football americano statunitense che ha militato nel ruolo di running back per i New Orleans Saints e i Washington Redskins della National Football League (NFL). Fu la prima scelta assoluta del Draft NFL 1981 da parte dei Saints. Al college giocò a football a South Carolina dove vinse il prestigioso Heisman Trophy, il massimo riconoscimento individuale a livello universitario.

## Carriera
Nel Draft 1981 i New Orleans Saints selezionarono Rogers come primo assoluto (una scelta prima che i New York Giants scegliessero Lawrence Taylor). Fu uno dei cinque vincitori dell'Heisman Trophy selezionati dai Saints (Danny Wuerffel nel 1997, Ricky Williams nel 1999, Reggie Bush nel 2006 e Mark Ingram nel 2011 gli altri quattro).
Nella sua prima stagione, Rogers guidò la lega con 1.647 yard, stabilendo l'allora primato per un rookie. Grazie a queste prestazioni vinse il premio di rookie offensivo dell'anno e fu convocato per il suo primo Pro Bowl.
Rogers passò le sue prime quattro stagioni a New Orleans e le sue abilità nelle corse contribuirono a risollevare una franchigia allora tradizionalmente non vincente come i Saints. Giocò accanto al quarterback Archie Manning nel 1981 e alla fine al running back Earl Campbell, acquisito durante la stagione 1984.
Rogers disputò le sue ultime tre stagioni coi Washington Redskins. Quando arrivò a Washington, il running back Hall of Famer John Riggins stava terminando la sua carriera professionistica, mentre l'allenatore Joe Gibbs stava cercando di riportare i Redskins agli antichi fasti. Rogers ottenne alcuni dei suoi più grandi successi a Washington, tra cui un'altra convocazione per il Pro Bowl e la vittoria del Super Bowl XXII nel 1987, sconfiggendo i Denver Broncos 42-10. Si ritirò dal football a causa degli infortuni subiti dopo la stagione 1987 terminando con 7.176 yard corse e 54 touchdown segnati in sette anni di carriera.

## Palmarès
- Vincitore del Super Bowl XXII
- (2) Pro Bowl (1981, 1982)
- Rookie offensivo dell'anno (1981)
- PFWA All-Rookie Team - 1981
- Leader della NFL in touchdown su corsa (1986)
- Heisman Trophy (1980)
- Numero 38 ritirato dai South Carolina Gamecocks